# Hashim

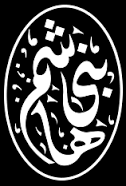
Bani Hashim på arabiska.

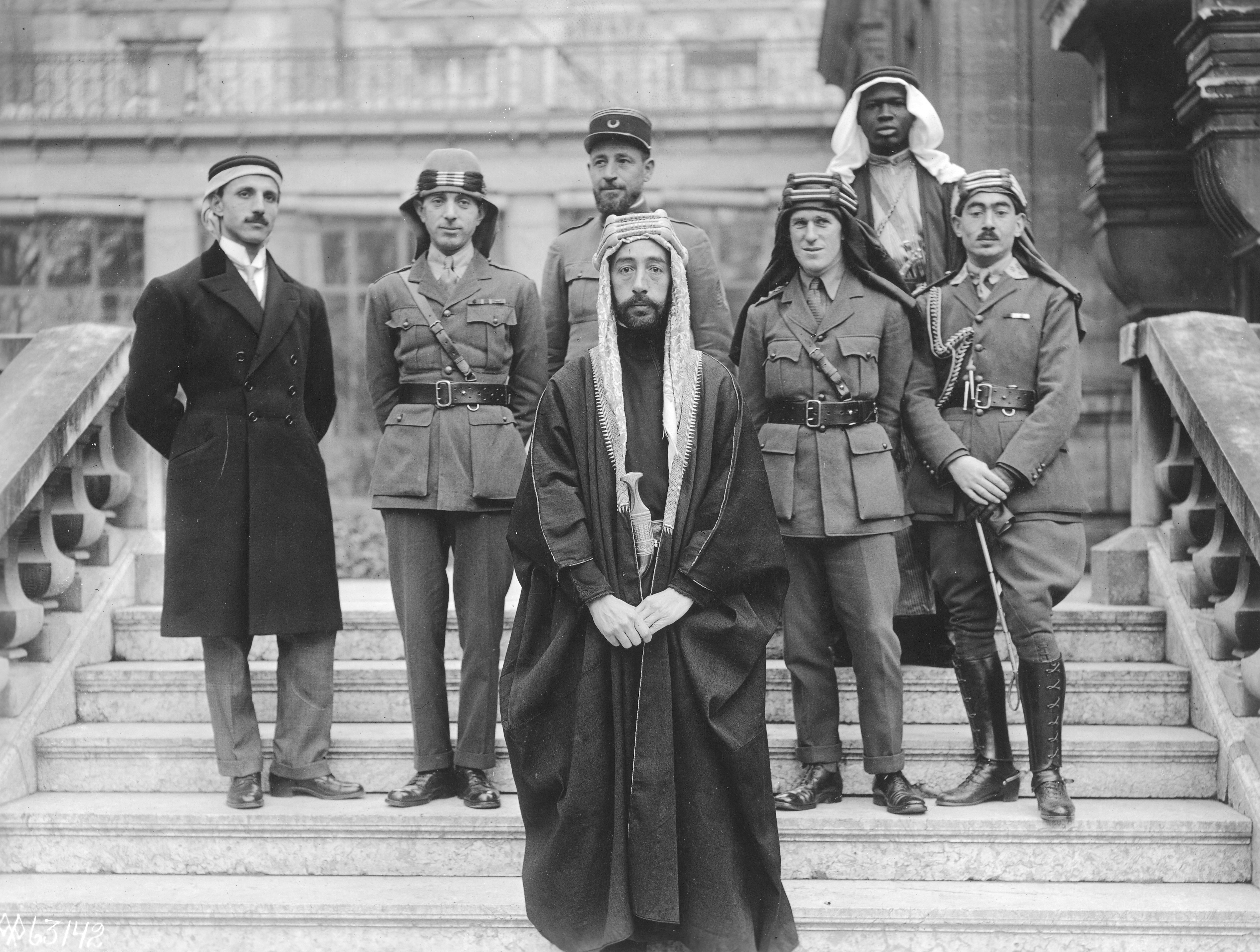
Prins Faisal vid fredsförhandlingarna i Versailles 1919, med bland andra T.E. Lawrence (nummer tre från höger)

Hashim, även Banu Hashim (arabiska بنو هاشم Banū Hāshim), är en arabisk klan från Mecka tillhörande stammen Quraysh, och som fått namnet från den islamiske profeten Muhammeds farfars far Hashim ibn Abd Manaf. Klanen gör anspråk på att härstamma från Ismael. När Muhammed levde var Hashimklanen den mäktigaste klanen i Mecka, om än inte den rikaste, med Muhammeds farbroder Abu Talib som överhuvud.

## Beskyddare av de heliga städerna
I den sunnitiska delen av arabvärlden har benämningen sharif använts för de hashimitiska ättlingarna till Hasan ibn Ali. Shariferna bemäktigade sig Mecka på 900-talet. De erkände visserligen kalifens överhöghet, men var i stort sett oberoende sedan dess, både under abbasiderna och senare under de egyptiska mamlukerna och det osmanska väldet. De innehade befattningen Sharif av Mecka och var beskyddare av de heliga städerna i Hijaz, nuvarande nordvästra Saudiarabien, fram till 1925, då området erövrades av Ibn Saud.

## Hashimiter efter första världskriget
Sharifen av Mecka var hashimit och beskyddare av de heliga städerna Mecka och Medina i Hijaz. Kungariket Hijaz proklamerades 1916, med Hussein ibn Ali som förste kung. Han tvingades abdikera 1924 till förmån för sin äldste son Ali ibn Hussein till följd av ett anfall från emiren Ibn Saud i Nejd. Ali ibn Hussein regerade till året därpå, då Ibn Saud erövrade kungariket och inlemmade det i sitt rike.

### Syrien
Faisal, som var tredje son till Hussein ibn Ali av Hijaz, utropades till kung av Syrien av en nationalförsamling i Damaskus den 8 mars 1920, men Frankrike avskaffade det kortvarigt självständiga Syrien efter slaget vid Maysalun i juli 1920, samt avsatte och utvisade Faisal.

### Irak
Storbritannien upprättade något senare en monarki i Irak och ovannämnde Faisal utropades till kung av Irak i augusti 1921 efter en folkomröstning. Denna gren av ätten regerade fram till 1958, då kung Faisal II avsattes och mördades, varefter landet blev en republik.
Efter Faisal II övertogs anspråken på den irakiska tronen av Zeid bin Hussain (1898–1970), och efter honom 1970 av sonen Ra'ad bin Zeid.

### Jordanien
Abdullah ibn Hussein, den andre sonen till Hussein ibn Ali av Hijaz, insattes 1921 som emir av Transjordanien, senare kung av Jordanien. Den nuvarande kungen av Jordanien, Abdullah II, är Abdullah ibn Husseins sonsons son. Han är högste beskyddare av de muslimska helgedomarna i Jerusalem.

## Släktträd

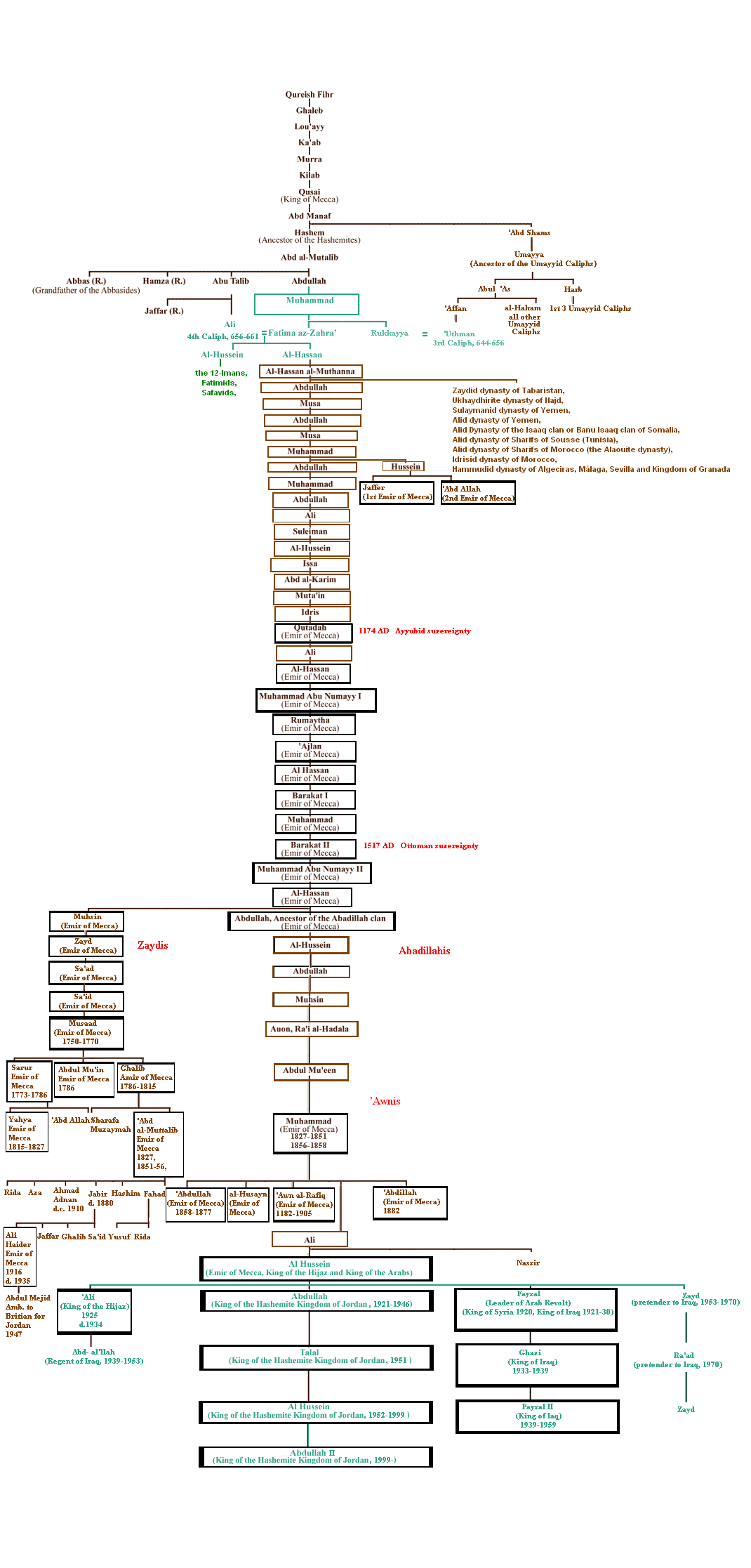
Släktträd (med text på engelska) för den hashemitiska ätten som visar deras härstamning från Muhammed.